# Società Sportiva Dilettantistica Unione Triestina 2012 2013-2014
Questa voce raccoglie le informazioni riguardanti l'Unione Triestina 2012 Società Sportiva Dilettantistica nelle competizioni ufficiali della stagione 2013-2014.

## Risultati

### Serie D

#### Andata
| Arbitro: | Annaloro (Collegno) |

|                                 |           |            |
| Ferrarese 8’ (rig.) Tessaro 32’ | Marcatori | 21’ Da Ros |

| Arbitro: | Montanari (Ancona) |

|             |           |  |
| Bertoni 48’ | Marcatori |  |

| Arbitro: | Bianchini (Cesena) |

|                 |           |            |
| S. Giacomini 6’ | Marcatori | 18’ Da Ros |

| Arbitro: | Pedretti (Brescia) |

|  |           |             |
|  | Marcatori | 88’ Lasagna |

| Arbitro: | Bruni (Fermo) |

|                                             |           |            |
| De March 28’ Garbuio 33’ (rig.) Perosin 76’ | Marcatori | 10’ Godeas |

| Arbitro: | Gosetto (Schio) |

|                       |           |           |
| Sessolo 2’ Wagner 75’ | Marcatori | 10’ Raffa |

| Arbitro: | Cavallini (Parma) |

|               |           |  |
| Cicuttini 45’ | Marcatori |  |

| Arbitro: | Bertelli (Busto Arsizio) |

|            |           |            |
| Sessolo 2’ | Marcatori | 67’ Beccia |

| Arbitro: | Miele (Torino) |

|  |           |                                   |
|  | Marcatori | 59’ Godeas 62’ Da Ros 71’ Sessolo |

| Arbitro: | Papalini (Nuoro) |

|            |           |  |
| Wagner 57’ | Marcatori |  |

| Arbitro: | Meocci (Siena) |

|          |           |            |
| Calì 61’ | Marcatori | 52’ Godeas |

| Arbitro: | Pietropaolo (Modena) |

|  |           |               |
|  | Marcatori | 56’ Dal Dosso |

| Arbitro: | Cataldo (Bergamo) |

|            |           |                           |
| Marson 47’ | Marcatori | 10’ Da Ros 28’ 91’ Godeas |

| Arbitro: | Colosimo (Torino) |

|                  |           |                                                   |
| Zubin 77’ (aut.) | Marcatori | 40’ Mattielig 50’ Zubin 54’ Zanardo 71’ Bearzotti |

| Arbitro: | Pirriatore (Bologna) |

|  |           |            |
|  | Marcatori | 46’ Godeas |

| Arbitro: | Guddo (Palermo) |

|              |           |              |
| Godeas 45+1’ | Marcatori | 69’ Caraccio |

| Arbitro: | Dalla Palma (Milano) |

|                          |           |                   |
| F. Furlan 41’ (rig.) 53’ | Marcatori | 57’ (rig.) Godeas |

#### Ritorno
| Arbitro: | Zingrillo (Seregno) |

|           |           |  |
| Godeas 1’ | Marcatori |  |

| Arbitro: | Marchese (Cosenza) |

|                     |           |            |
| D'Incà 7’ Nenzi 74’ | Marcatori | 29’ Godeas |

| Arbitro: | Gariglio (Torino) |

|                              |           |                                               |
| Godeas 11’ (rig.) 25’ (rig.) | Marcatori | 17’ (rig.) 35’ (rig.) Della Bianca 71’ Pecile |

| Arbitro: | Rossi (Novara) |

|                      |           |             |
| Lasagna 77’ Lelj 84’ | Marcatori | 82’ Sessolo |

| Arbitro: | Meraviglia (Pistoia) |

|                                                    |           |                                  |
| Sessolo 13’ 55’ 87’ Zetto 17’ Godeas 33’ Bussi 60’ | Marcatori | 28’ (rig.) Ogunseye 71’ Dal Maso |

| Arbitro: | Capasso (Firenze) |

|                              |           |                       |
| Acampora 21’ Princivalli 87’ | Marcatori | 28’ Sessolo 57’ Bussi |

| Arbitro: | Campagna (Seregno) |

|                                  |           |  |
| Godeas 43’ Sessolo 44’ Bussi 79’ | Marcatori |  |

| Arbitro: | Scatigna (Taranto) |

|                   |           |            |
| Baggio 70’ (rig.) | Marcatori | 78’ Godeas |

| Arbitro: | Lombardo (Sesto San Giovanni) |

|              |           |                          |
| Bussi 7’ 14’ | Marcatori | 15’ Andreolla 64’ De Bon |

| Arbitro: | Garofalo (Torre del Greco) |

|         |           |  |
| Gal 44’ | Marcatori |  |

| Arbitro: | Moretti (Foligno) |

|            |           |  |
| Frangu 88’ | Marcatori |  |

| Arbitro: | Bianchini (Cesena) |

|                           |           |                     |
| Dal Dosso 80’ Beccaro 89’ | Marcatori | 40’ Monti 54’ Bussi |

| Arbitro: | Varola (Olbia) |

|                                         |           |                      |
| Godeas 46’ Bussi 73’ Sessolo 75’ (rig.) | Marcatori | 48’ (rig.) De Martin |

| Arbitro: | Minotti (Roma 2) |

|                           |           |              |
| Niccolini 17’ Zubin 90+1’ | Marcatori | 90+3’ Godeas |

| Arbitro: | Valentina Finzi (Foligno) |

|              |           |                |
| Vianello 25’ | Marcatori | 27’ Rostellato |

| Arbitro: | Gentile (Seregno) |

|                           |           |           |
| Caraceni 4’ Chiarello 23’ | Marcatori | 15’ Monti |

| Arbitro: | Bertolino (Trapani) |

|                       |           |                           |
| L. Piscopo 66’ (rig.) | Marcatori | 36’ F. Furlan 47’ Ursella |

### Coppa Italia Serie D
| Arbitro: | Sartori (Padova) |

|  |           |              |
|  | Marcatori | 88’ Miraglia |